# (435) Ella
(435) Ella ist ein Asteroid des Hauptgürtels, der am 11. September 1898 von den deutschen Astronomen Max Wolf und Friedrich Karl Arnold Schwassmann in Heidelberg entdeckt wurde. Das etwa 40 Kilometer große Objekt umrundet die Sonne auf einer exzentrischen (e = 0,16) und um knapp zwei Grad gegen die Ekliptik geneigten Bahn in 3,86 Jahren.
Die Herkunft des Namens ist nicht überliefert.